# Javier Tetes
Javier Antonio Tetes Ferreyra (Montevideo, Uruguay, 29 de mayo de 1983) es un exfutbolista uruguayo que jugaba de defensa. Actualmente es asistente técnico de Pablo Peirano en el club Independiente Santa fe de la primera división de Colombia.

## Trayectoria
Formado en Defensor Sporting de Uruguay donde llegó en 1996 nunca llegó a debutar por este club partiendo el año 2006 al Miramar Misiones de la Primera División Profesional de Uruguay en aquel entonces. En el Miramar Misiones comenzó jugando de buena forma como defensa central transformándose también en un eficiente lateral derecho aunque en este club le tocaría vivir un descenso a la Segunda División del fútbol uruguayo en la temporada 2007/2008. Tras jugar un año por Miramar en la segunda división del fútbol profesional del país charrúa partiría al Boston River donde no lograría una buena campaña.
Tras la mala campaña de su equipo en la Segunda División ficha por el recién ascendido club a Primera División, Bella Vista. En su nuevo club logra disputar doce partidos y anotar un gol, pero su estancia en el Bella Vista no sería muy larga ya que a principios del 2011 se confirma su fichaje por el Santiago Wanderers de Valparaíso siendo su primera experiencia en el extranjero. Tras un semestre de un bajo rendimiento no continua para la segunda parte del año en el club porteño.

## Selección nacional
Ha sido internacional con la Selección uruguaya en sus divisiones sub-17 pero nunca llegó a participar en alguna competición de importancia.

## Clubes

### Como jugador
| Club               | País    | Año         |
| ------------------ | ------- | ----------- |
| Miramar Misiones   | Uruguay | 2006 - 2009 |
| Boston River       | Uruguay | 2009 - 2010 |
| Bella Vista        | Uruguay | 2010        |
| Santiago Wanderers | Chile   | 2011        |
| Central Español    | Uruguay | 2011 - 2013 |
| Villa Española     | Uruguay | 2014 - 2015 |

### Como asistente técnico
| Club               | País | Año           | Asistente de  |
| ------------------ | ---- | ------------- | ------------- |
| Carlos A. Mannucci | Perú | 2019-presente | Pablo Peirano |